# U-Jin
U-Jin (遊人?, yū jin; Kanakawa, 15 giugno 1959) è un fumettista giapponese.
Ha creato molti manga nella sua carriera ed è conosciuto per i suoi ritratti di figure femminili.

## Opere
- Sakura Mail (Sakura Tsūshin)
- Shin Sakura Mail (Shin Sakura Tsūshin)
- Gakuen Tengoku (Gakuen Heaven)
- New Angel
- Private Psycho Lesson
- Vixens
- U-Jin Brand